# 23am
23am è un album di Robert Miles pubblicato nel 1997. Il genere musicale proposto è quello dream progressive, un tipo di musica dance suonata con basi classiche.

## Tracce
1. Introducing – 3:25
2. A New Flower – 5:58
3. Everyday Life – 10:30
4. Freedom – 5:51
5. Textures – 3:14
6. Enjoy – 5:55
7. Flying Away – 4:59
8. Heatwave – 5:56
9. Maresias – 5:48
10. Full Moon – 6:59
11. Leaving Behind... – 2:21

## Classifiche
| Classifica (1997) | Posizione massima |
| ----------------- | ----------------- |
| Germania          | 69                |
| Regno Unito       | 42                |
| Svizzera          | 18                |
| Ungheria          | 36                |